# Russische Staatsbibliothek
Die Russische Staatsbibliothek (russisch Российская государственная библиотека Rossijskaja gossudarstwennaja biblioteka  (РГБ / RGB), ehemals Lenin-Bibliothek) in Moskau ist neben der Russischen Nationalbibliothek und der Bibliothek des Präsidenten B. N. Jelzin in Sankt Petersburg eine der drei Nationalbibliotheken der Russischen Föderation. Sie ist eine der größten Bibliotheken der Welt.

## Geschichte

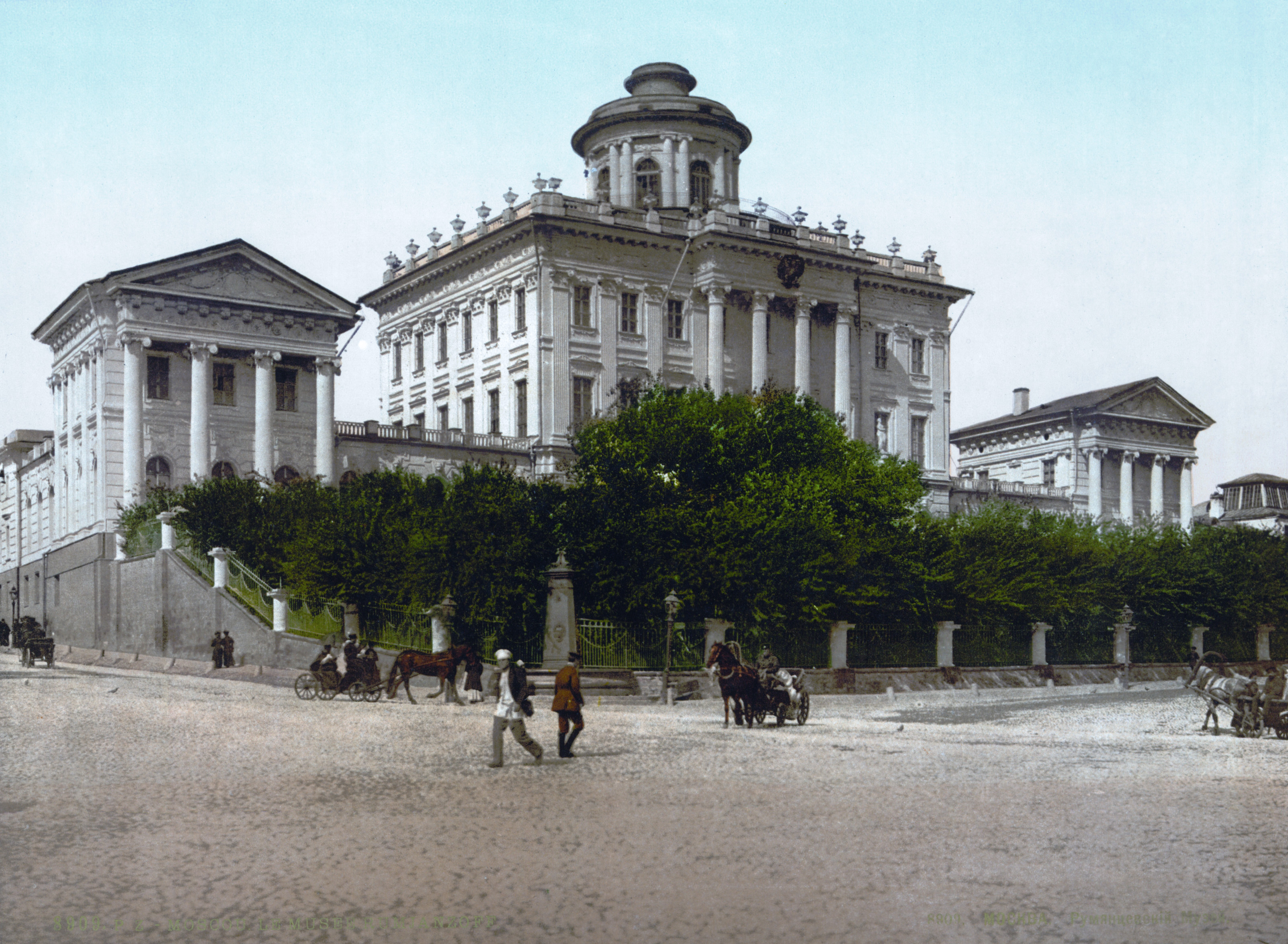
Historisches Paschkow-Gebäude der Russischen Staatsbibliothek, dem Moskauer Kreml zugewandt, Postkarte, 19. Jhd. Hier werden heute u. a. wertvolle Manuskripte aufbewahrt

Die Bibliothek wurde am 1. Juli 1862 als Moskaus erste gebührenfreie und öffentliche Bibliothek mit dem Namen Bibliothek des Öffentlichen Museums Moskaus und des Rumjanzew-Museums oder kurz Rumjanzew-Bibliothek im Paschkow-Haus (Дом Пашкова) begründet. 1925 wurde sie zur Nationalbibliothek der UdSSR und hieß von 1925 bis 1945 schlicht Leninbibliothek. Von Anfang der 1930er Jahre bis ca. 1960 erhielt die Bibliothek auf einem Nachbargrundstück einen Neubau. Von 1945 bis 1992 trug sie den Namen Staatliche Leninbibliothek der UdSSR und war mit 200.000 Nutzern pro Jahr die am häufigsten besuchte Bibliothek weltweit. 1992 erhielt sie ihren heutigen Namen. Zwischen 1922 und 1991 wurde wenigstens ein Exemplar jedes in der Sowjetunion verlegten Buches in der Bibliothek hinterlegt. Heute erhält die Bibliothek ein Pflichtexemplar jedes in Russland herausgegebenen Buches.
Nach dem Tod des ehemaligen russischen und ersten postsowjetischen Präsidenten Jelzin kündigte sein Nachfolger Putin Ende April 2007 an, eine neue Bibliothek als alles verbindenden Knotenpunkt des russischen Bibliothekswesens zu errichten, ursprünglich vorgesehener Standort war der des abgetragenen Hotels Rossija. Diese Bibliothek des Präsidenten B. N. Jelzin wurde 2009 in St. Petersburg als dritte Nationalbibliothek der Russischen Föderation eröffnet.
Am Haupteingang der Bibliothek steht ein Denkmal für Fjodor Dostojewski.

## Bestand

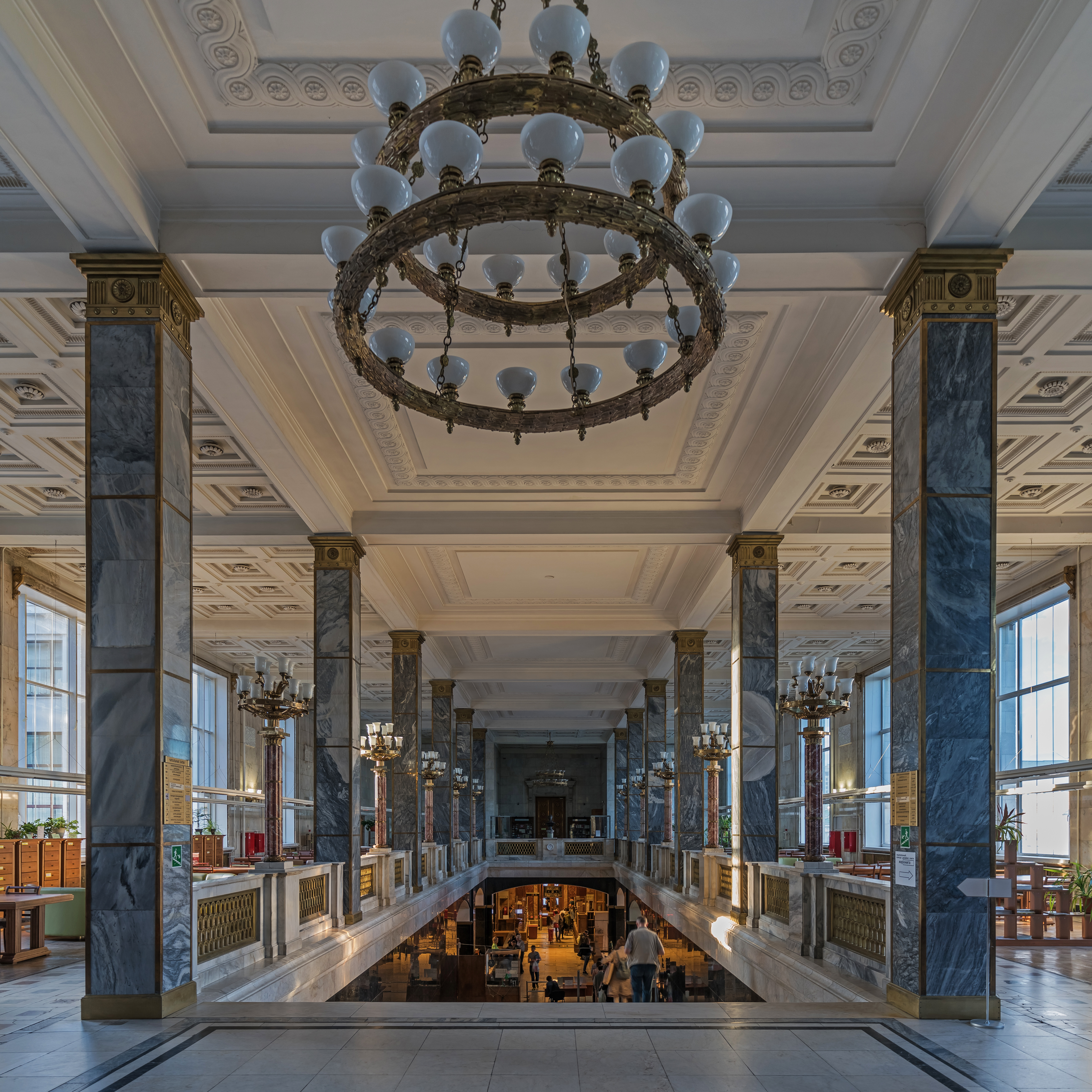
Eingangshalle der Staatsbibliothek

2011 verfügte die Bibliothek über 41,1 Millionen Medien, davon 12,7 Millionen fremdsprachige. Sie besitzt unter anderem 17,6 Millionen Monografien, 13 Millionen Periodika, 565.700 Archivalien und handschriftliche Dokumente, 350.000 Musiknoten und Tondateien sowie 151.300 Karten. Der Online-Katalog, der neuere Bestände enthält, ist auch über das Webportal The European Library zugänglich. Ein Großteil der älteren Bestände ist aber bisher nur über Zettelkataloge erschlossen, die 70,5 Millionen Karteikarten umfassen. In der Bibliothek werden Dokumente des Kulturgutes Russlands, die in der UNESCO-Liste des Weltdokumentenerbes Memory of the World aufgeführt sind, aufbewahrt.

## Personal
In der Bibliothek arbeiten 2.081 Personen, davon 1.291 Bibliothekare. Der Frauenanteil liegt bei 84 Prozent.

## Benutzung

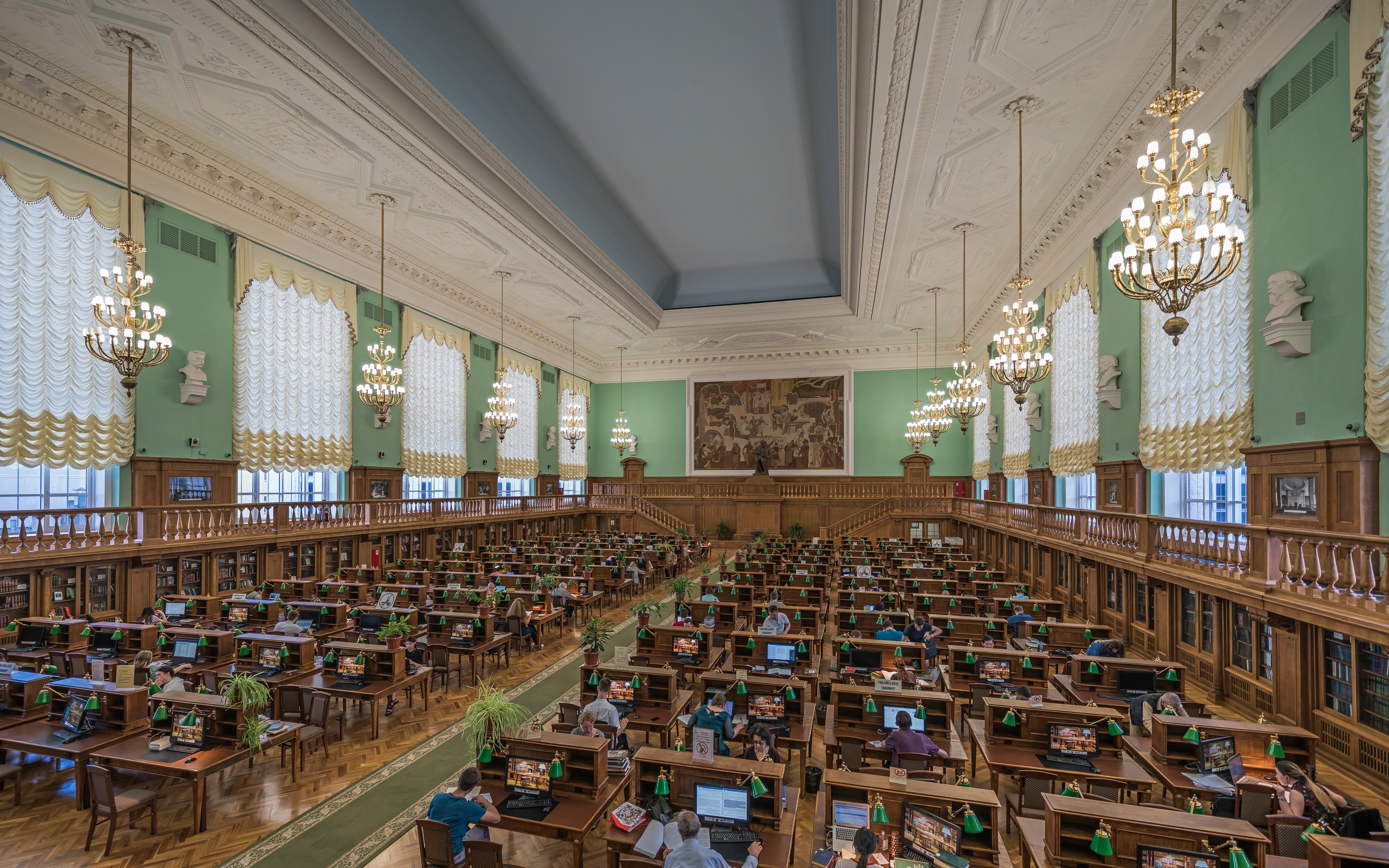
Einer der Lesesäle der Staatsbibliothek

Die Russische Staatsbibliothek ist eine Präsenzbibliothek, d. h. die Bestände dürfen nur in einem der insgesamt 38 Lesesäle benutzt werden. Einen Leserausweis erhält jeder, der das 18. Lebensjahr vollendet hat, einen Personalausweis und ggf. eine Immatrikulationsbescheinigung oder die Bescheinigung des Hochschulabschlusses vorlegen kann. Nutzer, die nicht die russische Staatsangehörigkeit besitzen, müssen den Reisepass mit dem Visum und gegebenenfalls die Registrierung vorlegen. Für Besucher gibt es die Möglichkeit einen Tagesausweis zu beantragen. Der normale Nutzerausweis wird für den Zeitraum von 5 Jahren ausgestellt und trägt ein Foto des Nutzers, das bei der Beantragung angefertigt wird.
577.000 Personen sind als Nutzer registriert. Im Jahr 2010 zählte die Bibliothek 1,1 Millionen Besucher und 9,3 Millionen Ausleihen in den Lesesaal.
Die Benutzung von Notebooks in den Lesesälen ist nach der Anmeldung bei der Administration möglich. Eigene Bücher, Computerausdrucke oder Kopien dürfen nicht in die Staatsbibliothek und ihre Zweigstellen mitgebracht werden.